# Ilot Dubois
Ilot Dubois ist eine Insel der Republik der Seychellen im Atoll Aldabra. Sie liegt zusammen mit anderen Riffinseln zwischen Picard und Grand Terre.

## Geographie
Die Insel liegt im Westen des Atolls, im Bereich zahlreicher kleiner Passagen. Von der Insel Ilot Yangue im Norden ist sie durch den Passe Dubois getrennt und von der Ile Magnan im Süden durch den Passe Lanier.